# مقاطعة إسكتلندا (ميزوري)
مقاطعة اسكتلندا (بالإنجليزية: Scotland County, Missouri)‏ هي إحدى مقاطعات ولاية ميزوري في الولايات المتحدة. تأسست سنة 1841، بلغ عدد سكانها 4843 نسمة في عام 2010 حسب إحصاء مكتب تعداد الولايات المتحدة وتصل الكثافة السكانية فيها 4 نسمة/كم2.

## وصلات خارجية
- www.scotlandcounty.net
- United States Counties